# 스토케 AS

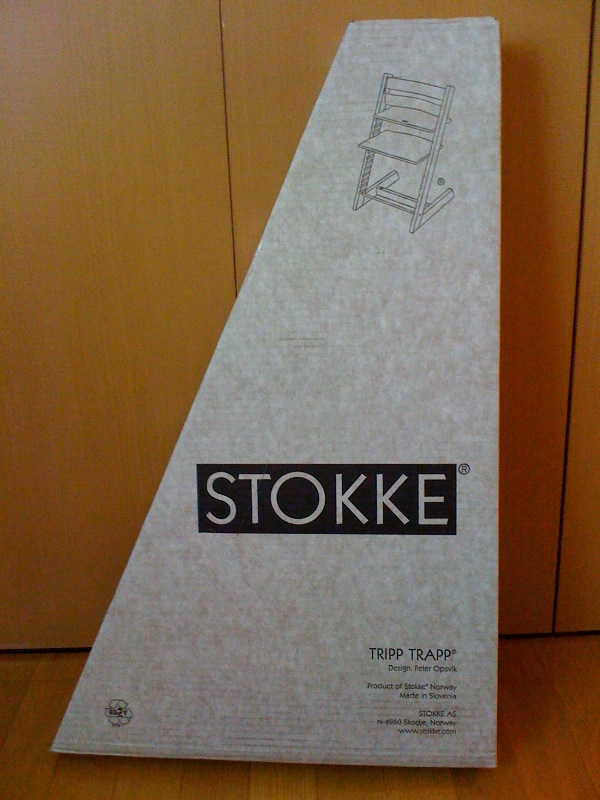

스토케 AS(Stokke AS)는 유아용 높은 의자, 유모차, 어린이 가구 등 육아용품을 판매하는 노르웨이 회사이다. 스토케는 트립 트랩(Tripp Trapp)이라는 어린이용 높은 의자와 스토케 익스플로리(Xplory)라는 유모차를 만드는 회사로 잘 알려져 있다. 본사는 노르웨이 북서부 알레순드에 있다.

## 역사
스토케는 1932년 노르웨이 알레순드에서 게오르그 스토케(Georg Stokke)가 설립하였다. 설립 이후부터 지금까지 계속해서 스토케 가문이 회사를 소유하고 있다. 다양한 사용자층의 요구를 반영한 인체 공학적인 디자인과 기능성에 중점을 둔 가구를 생산해 왔다. 2006년 이후 스토케는 하이체어, 유모차, 유아용 액세서리 제품 분야에 집중하고 있다. 현재는 설립자의 3대 후손인 루네 스토케(Rune Stokke)가 이사회 부의장을 맡고 있으며, 경영은 토마스 스테빅(Tomas Settevik) CEO가 담당하고 있다.

## 제품
- Tripp Trapp® 의자
- Stokke™ Sleepi 침대
- Stokke™ Care 기저귀 테이블
- Stokke™ Xplory® 유모차
- Stokke™ Keep 보관용품 세트
- Stokke™ Table Top